# Martim Moniz (metrostation)
Martim Moniz  is een metrostation aan de Groene lijn van de Metro van Lissabon. Het station is geopend op 26 september 1966. Het station is gemoderniseerd in 1997 en is heropend op 10 mei van dat jaar.
Het is gelegen aan de kruising van de Rua Martim Moniz en de Rua Fernandes da Fonseca.

## Naam en decoratie
De naam verwijst naar een held uit het beleg van Lissabon (1147). Daarbij waren ook twee ridders uit onze streken betrokken die een gestileerde afbeelding kregen in het metrostation: Arnout IV van Aarschot (en) en Christiaan van Gistel (fr). 

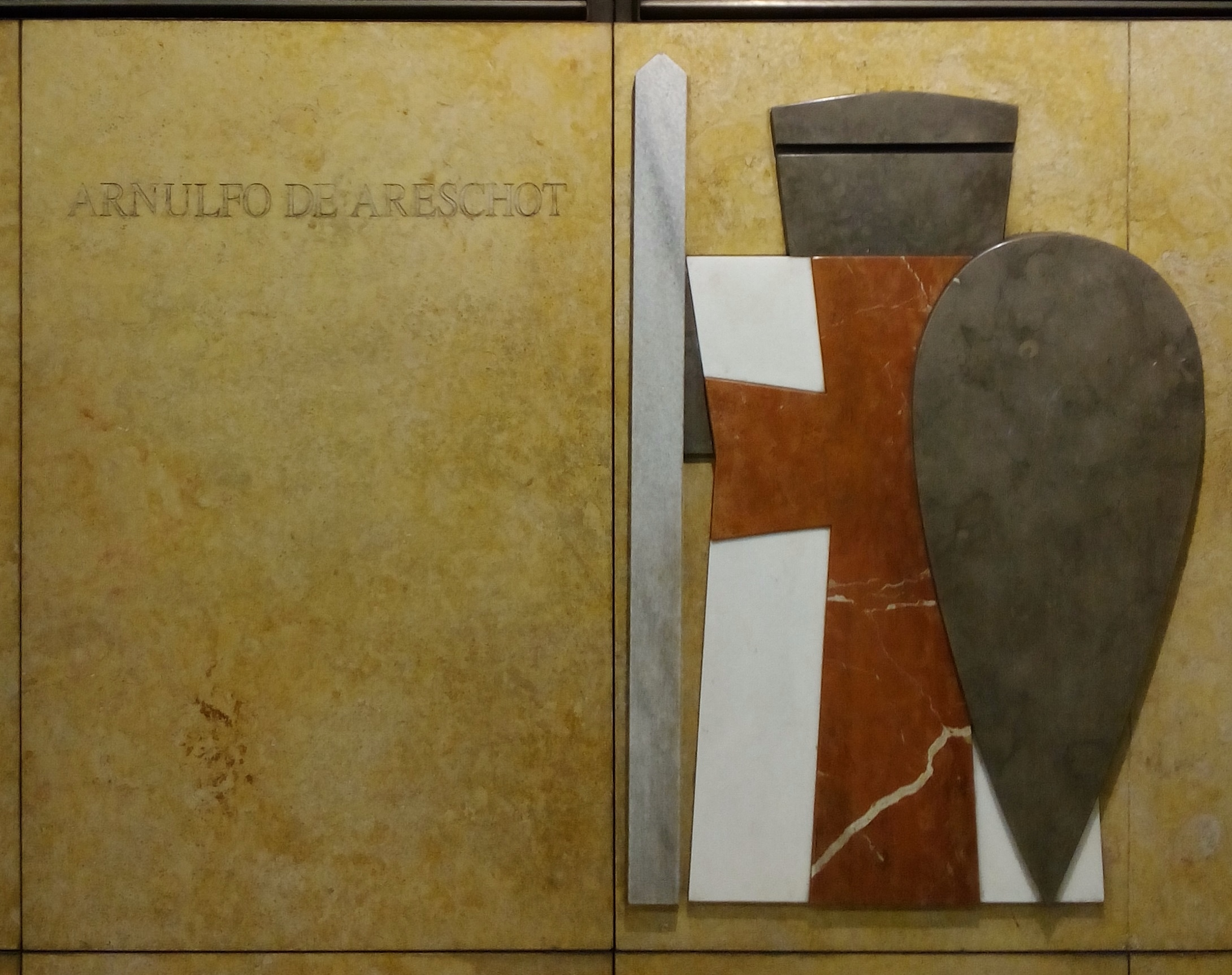
Arnulfo de Areschot - Estação Martim Moniz, Lisboa

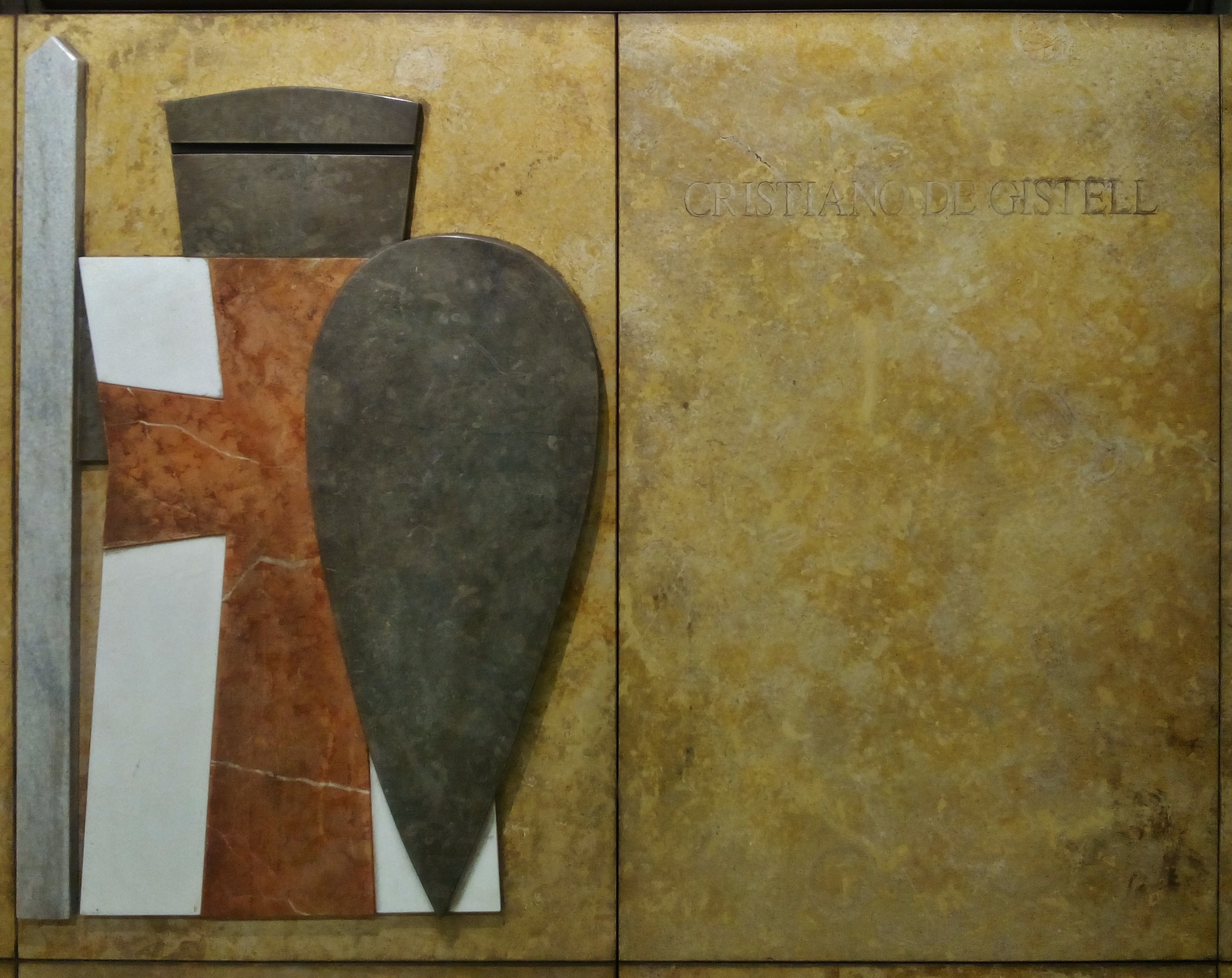
Cristiano de Gistell - Estação Martim Moniz, Lisboa